# Ailano
Ailano es una comuna italiana de 1.416 habitantes de la provincia de Caserta en Campania.

## Geografía
Ailano se encuentra sobre una colina rodeada por bosques. Al pie de la colina sobre la que se asienta, surge un arroyo agua con alto contenido de azufre entre otras vertientes.
| Gráfica de evolución demográfica de Ailano entre 1861 y 2001 |
|                                                              |
| Fuente ISTAT - Gráfica elaborada por Wikipedia               |

## Patrono
El santo patrono es el apostos San Juan el Evangelista, cuya fiesta cae el 27 de diciembre. En este sentido, es tradición cada año en la noche del 26 de diciembre en honor de San Juan una fogata abierta en Piazza Regina Margherita (plaza). Las otras celebraciones civiles, se festejan el 4, 5 y 6 de mayo de cada año.

## Fuegos artíficiales
Desde 2002, cada verano en el pueblo de Ailano se festejaba el campeonato nacional de fuegos artificiales; pero esta fiesta se ha suspendido hasta nueva fecha.